# گوئلا دوئه
گوئلا دوئه (انگلیسی: Guéla Doué؛ زادهٔ ۱۷ اکتبر ۲۰۰۲) بازیکن فوتبال اهل ساحل عاج است. او برادر بازیکن فرانسوی دزیره دوئه است.
وی همچنین در تیم ملی فوتبال ساحل عاج بازی کرده است.